# Vasjka
Vasjka (russisk: Вашка, tr. Vasjka) er en flod i Republikken Komi og Arkhangelsk oblast og en af bifloderne til Mesen fra venstre. Vasjka er 605 km og lang og har et afvandingsareal på 21 000 km². Floden fryser til i slutningen af oktober og er isfri fra begyndelsen af maj. Floden kan besejles op til landsbyen Blagojevo.